# 南京人民大会堂
南京人民大会堂（ナンキンじんみんだいかいどう）は、中華人民共和国江蘇省南京市に位置する建築物。中華民国時代の1936年に国民大会堂（繁: 國民大會堂）として建設され、1947年の中華民国憲法施行後は国民大会の議場として使用された。1949年に中国人民解放軍が南京を占領（渡江戦役）した後、現在の名称に改められた。現在は南京市人民代表大会および中国人民政治協商会議南京市委員会の議場として使用されているほか、普段は劇場などの文化施設としても使用されている。

## 歴史

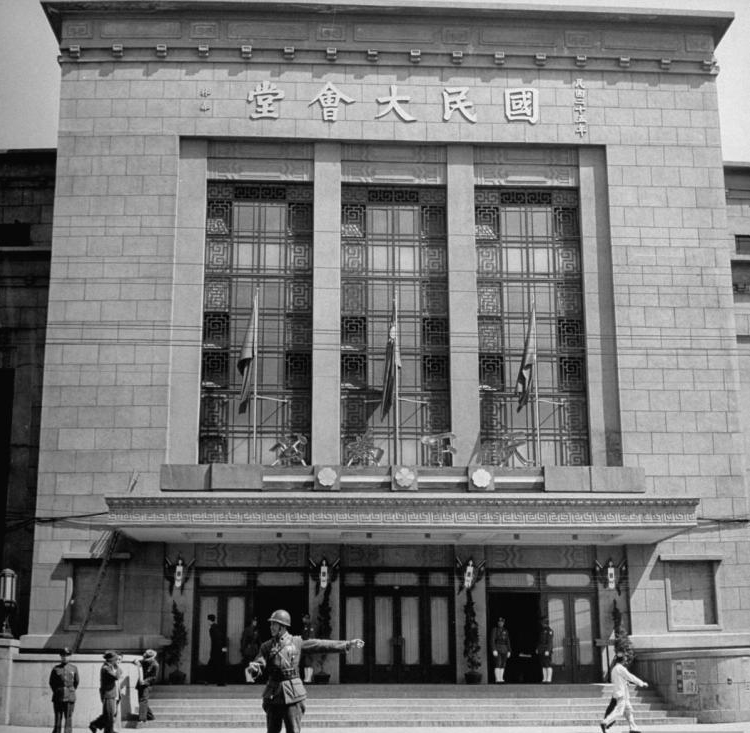
国民大会堂時代の写真

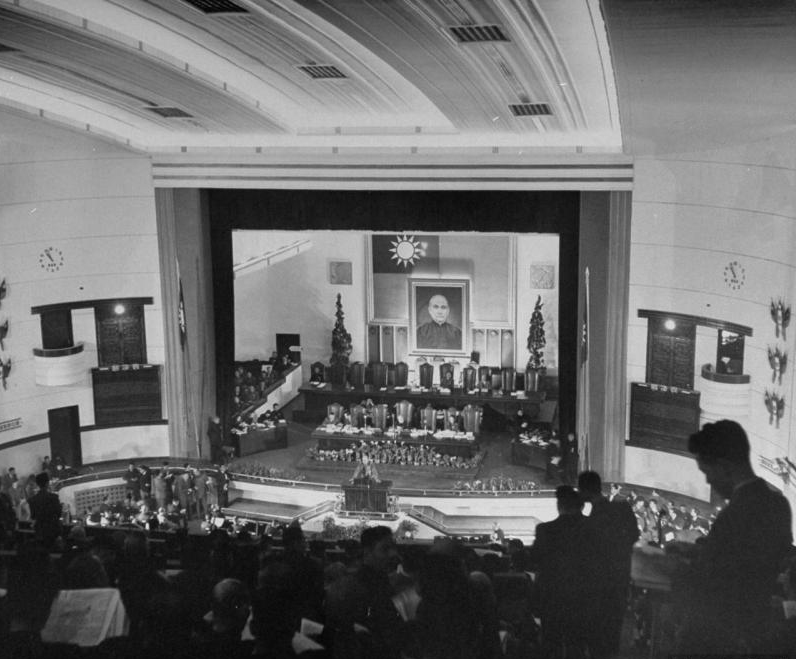
国民大会堂で開催された、第1期国民大会の第1次会議

1935年9月、国民政府委員会は首都である南京に国民大会の議場を建設することを決議した。設計コンペを実施して集まった14案の中から奚福泉の案が第1位に選ばれたが、最終的には第2位の関頌声・第3位の趙深の案の要素も取り入れられたものとなった。競争入札の結果、施工は陸根記営造廠が担当することとなった。翌1936年の5月5日に竣工し、国民政府主席の林森によって国民大会堂と命名された。国民大会堂は議場の他に文化施設としての利用も想定して建設され、国立戲劇音楽院としても使用されていた。

## 建築
中央が高い左右対称の形状で、装飾は控えめなシンプルな外観となっている。コーニス・扉・ホワイエには中国の伝統的なモチーフが使用されている。収容人数は約3,400人で、押しボタン式投票装置と通訳装置、良質な音響機器が備えられている。